# 石巻コミュニティ放送
石巻コミュニティ放送株式会社（いしのまきコミュニティほうそう）は、宮城県石巻市の一部地域を放送区域として超短波放送（FM放送）を営む特定地上基幹放送事業者である。
ラジオ石巻の愛称でコミュニティ放送を行っている。

## 概要
聴取エリアは、石巻市の内、旧石巻市の大半、旧桃生町、旧河南町、旧河北町の平野部を中心とした地域、矢本町、鳴瀬町が合併した東松島市の大半で、可聴人口は20万5千人、世帯数は5万5千世帯。
自社制作番組以外はJ-WAVEを放送する。

## 沿革
- 1996年（平成8年）
  - 9月18日 - 石巻コミュニティ放送株式会社設立。
- 1997年（平成9年）
  - 1月14日 - 放送局（現特定地上基幹放送局）の免許申請が受理される。
  - 5月27日 - 放送局の免許取得。
  - 5月28日 - 開局。当時は石巻市丸井戸2丁目4-4に本社・演奏所があった。
- 2011年（平成23年）
  - 3月11日 - 東北地方太平洋沖地震が発生。数時間後に日和山公園にある送信所との回線が断絶し、放送が続行できなくなる。
  - 3月13日 - 移動中継車の機材を日和山公園へ移動して、放送を再開する。テントを張り開設した「青空スタジオ」から市民の安否情報を流し続けた。
  - 3月16日 - 石巻市が臨時災害放送局いしのまきさいがいエフエム（コールサインJOYZ2S-FM、出力100W）の免許を取得。当社の設備を使用して運用開始。一時は石巻市役所にも臨時局を設け2局で運用した。被災したリスナーから「音楽が聴きたい」とリクエストがあり、2011年4月からは音楽を流し始めた[3]。
- 2015年（平成27年）
  - 3月13日 - 石巻市が受信障害対策中継放送の制度による欠山（河南・桃生・河北西部地区）・大草山（雄勝・北上・河北東部地区）・硯上山（牡鹿地区）ギャップフィラー中継局の免許取得（出力は各々10W、5W、5W）。
  - 3月25日 - 臨時災害放送局の運用終了。
  - 3月26日 - 欠山・大草山・硯上山ギャップフィラー中継局開局。
- 2017年（平成29年）
  - 2月14日 - 石巻市が桃生・渡波・稲井ギャップフィラー中継局の予備免許取得（出力は各々3W、10W、5W）。
  - 3月15日 - 石巻市が桃生・渡波・稲井ギャップフィラー中継局の免許取得[4]。
- 2021年（令和3年）
  - 10月1日 - 東北新社やフジ・メディア・ホールディングスにおける外資規制違反問題を受けて、総務省が全ての放送局を対象に同規制に違反していないか調査した結果、本ラジオ局において、一時期外国人による役員就任の規定に違反していたことが判明し、再発防止を求める行政指導を受けた[5][6]。

## 番組
- モーニング764（月曜 - 金曜 8:00 - 8:59）
- らじいしワイド764（月曜 - 木曜 9:30 - 11:59、金曜 10:00 - 11:59（水曜日は〜水曜アイドル石巻〜））
- 午後もやっぱり764（月曜 - 金曜 13:00 - 15:59）
- 夕方やっぱり764（月曜 - 金曜 16:00 - 17:59）
- みんなの夢ぼうけん（月曜 - 金曜 10:30 - 10:37）
- 東松島なんだりかんだり（火曜 18:00 - 18:29）
- 予習のいらない短歌よもやま塾（第2・4火曜 19:00 - 19:29）
- スウィートロックカフェ（土曜 10:00 - 10:29）
- 梶原あきらの昼うた大放送!!（木曜 12:00 - 12:58）
- ビートルマニア（土曜 11:00 - 11:29）
- DISCO AFFAIR（第2・4火曜 18:30 - 18:59）
- 谷川住職の石巻弁講座（第2・4水曜 17:00 - ）
- 劇場キネマティカ（金曜 12:30 - 12:59）
- いぎなり東北産の いぎなり”やるっちゃ”東北産!マシマシ!!（金曜 18:30 - 18:59）

## 防災ラジオ
石巻市は、2015年（平成27年）より防災ラジオ（緊急告知FMラジオ）を各世帯、事業所を対象に販売している。